# Šótókan
Šótókan (松濤館, anglickým přepisem často „Shotokan“) je styl karate, který se vyvíjel z různých bojových umění. Tento styl karate zavedl Gičin Funakoši (船越 義珍, angl. přepisem: Gichin Funakoshi, 1868–1957) se svým synem Gigo (Jošitaka) Funakoši (1906–1945). Šótókan je v japonštině tvořeno třemi znaky kandži a v překladu znamená Dům vlnících se borovic. (松 [Šó/macu]-borovice, 濤 [tó]-vlny, 館 [kan]-budova.)

## Charakteristika
Škola Šótókan je obvykle rozdělena do tří částí: Kihon (základní techniky) z toho se skládá kata i kumite, kata (formy nebo vzory pohybů krátkého simulovaného boje s jedním či několika imaginárními protivníky) je to „sestava", při které si má bojovník uvědomit přechody a využití technik a kumite (boj–zápas). Techniky v kihon a kata se vyznačují dlouhými a hlubokými postoji, které poskytují stabilitu a umožňují silné pohyby. Šótókan je považován za tvrdý styl karate.

### Filosofie
Gičin Funakoši vymyslel Šótó nidžúkun (20 pravidel karateky), které tvoří základy umění. V těchto dvaceti pravidlech, založených především na Bušidó a Zen, leží filozofie Šótókan. Funakoši byl přesvědčený, že prostřednictvím praktikování karate a těchto dvaceti pravidel by měl karatista zlepšit sám sebe.

## Stupně technické vyspělosti
Stejně jako u mnoha bojových umění, Šótókan používá systém barevných pásů k označení stupně technické vyspělosti (STV). Většina škol Šótókan používá Kjú (kyu) (žák)/Dan (mistr) systém. V Šótókanu je celkem 8 nebo 9 kjú (9–1) a 10 danů (1–10). STV kjú jsou označeny barvami od bílé (9. kjú – nejnižší pás) až po hnědou (1. kjú – nejvyšší pás). STV dan (mistrovský stupeň) má vždy černý pás. Některé školy používají na černém pásu pruhy pro označení STV. Mistr Gičin Funakoši měl STV Godan (5. dan).

## Rozdělení pásků
Pásky se získávají podle úrovně (kyu nebo dan). V japonštině se pásek nazývá „obi".
Stupně technické vyspělosti podle ČSKe (český svaz karate)
8. Kyu – Bílý pásek
7. Kyu – Žlutý pásek
6. Kyu – Zelený pásek
5.–4. Kyu – Fialový pásek
3.–1. Kyu – Hnědý pásek
1.–10. dan – Černý pásek
Stupně technické vyspělosti podle JKA ČR (český svaz karate-Japan Karate Association)
9. Kyu – Bílý pásek
8. Kyu – Žlutý pásek
7. Kyu – Oranžový pásek
6. Kyu – Zelený pásek
5.–4. Kyu – Fialový pásek
3.–1. Kyu – Hnědý pásek
1.–10. dan – Černý pásek

## Kata
Kata (カタ) je jedna ze tří hlavních částí Karate. Kata je často popisováno jako stínový způsob boje s několika imaginárními soupeři. Před zavedením kumite to byl jediný způsob nácviku boje. Slouží k nácviku obratů, přechodů mezi postoji, samotné chůzi v postoji a procvičení technik. Každá kata má přesně daný obsah, délku i fázování. Každá kata začíná a končí úklonou, až na výjimky obsahuje dvě kiai (výkřik znamenající maximální nasazení) a začíná obrannou technikou.
V Šótókan kata je každá technika prováděná s potenciálním smrtícím úderem (ikken hisacu). Jak karateka stárne, je větší důraz kladen na zdravotní výhody cvičení kata.
V Šótókanu se cvičí celkem 26 kata.
- Heian šodan (平安初段, angl. Pinan shodan),
- Heian nidan (平安二段, angl. Pinan nidan),
- Heian sandan (平安三段, angl. Pinan sandan),
- Heian jondan (平安四段, angl. Pinan yondan),
- Heian godan (平安五段, angl. Pinan godan),
- Bassai-dai (披塞大),
- Džion (慈恩),
- Empi (燕飛),
- Kankú-dai (観空大, angl. Kūsankū, aj.),
- Hangecu (半月, angl. Hangetsu),
- Džitte (十手, angl. Jitte),
- Gankaku (岩鶴, angl. též Chintō),
- Tekki šodan (鉄騎初段, angl. Tekki shodan),
- Tekki nidan (鉄騎二段),
- Tekki sandan (鉄騎三段),
- Nidžúšiho (二十四步, angl. Nijūshiho),
- Činte (珍手), angl. Chinte),
- Sóčin (壯鎭, angl. Sōchin),
- Meikjó (明鏡, angl. Meikyō nebo Rōhai),
- Unsu (雲手),
- Bassai-šó (披塞小, angl. Passai/Bassai shō),
- Kankú-šó (観空小, angl. Kankū shō),
- Wankan (王冠),
- Godžúšiho-šó (五十四歩小, angl. Gojushiho shō),
- Godžúšiho-dai (五十四歩大, angl. Gojushiho dai),
- Džiin (慈陰, angl. Ji'in).

## Kumite
Kumite (組手) znamená zápas a je jednou ze tří hlavních částí tréninku karate společně s kata a kihonem. Kumite je část karate, ve kterém se trénuje proti protivníkovi a ve kterém se používají techniky naučené z kihonu nebo kata.
Kumite může být použito k rozvoji určitých technik nebo dovedností (např. správné odhadování a udržování vzdálenosti od protivníka), ale také je to soutěžní disciplína.
Začátečníci se učí kumite nejprve prostřednictvím základních cvičení jako jsou jednoduché kombinace několika úderů na hlavu (džódan – 上段) nebo tělo (čúdan – 中段). Zároveň se učí i obranu, kryty, bloky, úskoky, atp. V karate je velice důležité i načasování a rychlost.